# Barastrotia
Barastrotia là một chi bướm đêm thuộc họ Noctuidae.